# Żebro (lotnictwo)

Żebra w strukturze skrzydła

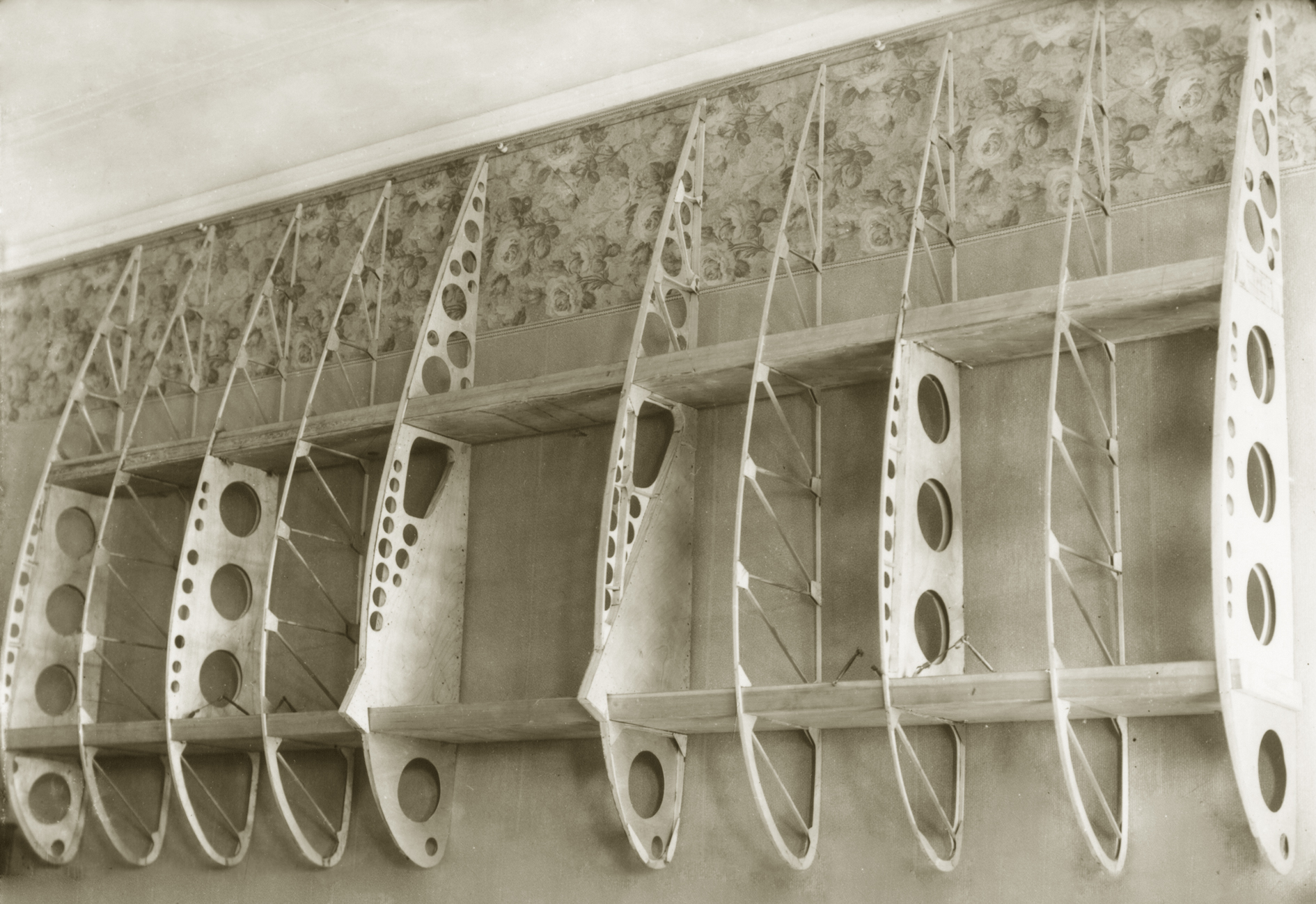
Żebra normalne w postaci ścianek z otworami dla zmniejszenia masy i żebra kratownicowe. Widać też dwa dźwigary, każdy w postaci litej belki drewnianej

Żebro – poprzeczny element konstrukcyjny skrzydła, utrzymujący jego kształt profilu i przenoszący obciążenia, pochodzące od sił aerodynamicznych, z pokrycia na dźwigary. Oprócz tego żebra usztywniają pokrycie i powiększają jego wytrzymałość.
Zwykłe żebra mają często postać ścianki, litej lub z wyciętymi otworami dla zmniejszenia masy; ścianka ta może być poszerzona na styku z poszyciem, by ułatwić łączenie (czasem żebra nie łączą się z pokryciem, lecz z podłużnicami, do których przymocowane jest poszycie). Ścianki żebra wzmacnia się czasami przez wytłoczenie na nich usztywnień lub przymocowanie wsporników.
W miejscach szczególnie obciążonych np. ze względu na obecność w strukturze skrzydła dużego wykroju lub mocowania dużego obciążenia (np. gondoli silnikowej) stosuje się żebra o bardzo rozbudowanej konstrukcji i dużej wytrzymałości (tzw. żebra wzmocnione). Działają na nie duże siły skupione, które powodują w miejscu połączenia z dźwigarami powstanie wielkich momentów gnących oraz sił ścinających. Wymaga to bardzo starannego zaprojektowania i wykonania tego połączenia.